# Chambon-Sainte-Croix
Pour les articles homonymes, voir Chambon.
Chambon-Sainte-Croix est une commune française située dans le département de la Creuse en région Nouvelle-Aquitaine.

## Géographie
À mi chemin entre Aigurande (Indre) et Dun-le-Palestel (Creuse) sur la D951, le village de Chambon-Sainte-Croix se situe sur la rive gauche de la Petite Creuse, rivière qui marque traditionnellement une frontière entre la langue d'oïl et la langue d'oc.
La commune s'étend sur 666 hectares. Un peu plus du quart de la superficie totale est constitué de forêts, bois et taillis (dont environ 85 hectares de forêts communales), le reste, à l'exception des zones construites, étant occupé par des terres agricoles. Son point culminant se situe à 340 mètres, vers le sud, à la limite de  La Celle-Dunoise, 50 mètres plus haut que le pont sur la Petite Creuse, qui constitue, au nord, le point le moins élevé de la commune.
Outre le village, traditionnellement appelé « Le Bourg », qui s'étend de part et d'autre de la D951 et de la D22, la commune comprend quatre écarts et lieux-dits : Bélair (ou Bel Air), Le Moulin, Le Tourlourou, la Tuilerie. Au XIXe siècle, un écart avait pour nom « Le Préguet », mais cette zone a depuis lors été construite et fait désormais partie du bourg.
| Fresselines | Lourdoueix-Saint-Pierre |          |
| Fresselines | Chambon-Sainte-Croix    | Chéniers |
|             | La Celle-Dunoise        |          |

### Climat
Pour des articles plus généraux, voir Climat de la Nouvelle-Aquitaine et Climat de la Creuse.
Historiquement, la commune est dans une zone de transition entre le climat océanique limousin et le climat montagnard.  
En 2020, Météo-France publie une typologie des climats de la France métropolitaine dans laquelle la commune est dans une zone de transition entre le climat océanique altéré et le climat de montagne et est dans la région climatique  Ouest et nord-ouest du Massif Central, caractérisée par une pluviométrie annuelle de 900 à 1 500 mm, maximale en automne et en hiver.
Pour la période 1971-2000, la température annuelle moyenne est de 10,9 °C, avec  une amplitude thermique annuelle de 15,1 °C. Le cumul annuel moyen de précipitations est de 895 mm, avec 12 jours de précipitations en janvier et 7,7 jours en juillet. Pour la période 1991-2020, la température moyenne annuelle observée sur la station météorologique la plus proche, située sur la commune de Bonnat à 10 km à vol d'oiseau, est de 11,5 °C et le cumul annuel moyen de précipitations est de 887,3 mm,. Pour l'avenir, les paramètres climatiques de la commune estimés pour 2050 selon différents scénarios d’émission de gaz à effet de serre sont consultables sur un site dédié publié par Météo-France en novembre 2022.

## Urbanisme

### Typologie
Au 1er janvier 2024, Chambon-Sainte-Croix est catégorisée commune rurale à habitat dispersé, selon la nouvelle grille communale de densité à 7 niveaux définie par l'Insee en 2022.
Elle est située hors unité urbaine et hors attraction des villes,.

### Occupation des sols
L'occupation des sols de la commune, telle qu'elle ressort de la base de données européenne d’occupation biophysique des sols Corine Land Cover (CLC), est marquée par l'importance des territoires agricoles (55,2 % en 2018), en diminution par rapport à 1990 (58,4 %). La répartition détaillée en 2018 est la suivante :
forêts (39,8 %), prairies (35,2 %), zones agricoles hétérogènes (20 %), zones urbanisées (5 %). L'évolution de l’occupation des sols de la commune et de ses infrastructures peut être observée sur les différentes représentations cartographiques du territoire : la carte de Cassini (XVIIIe siècle), la carte d'état-major (1820-1866) et les cartes ou photos aériennes de l'IGN pour la période actuelle (1950 à aujourd'hui).

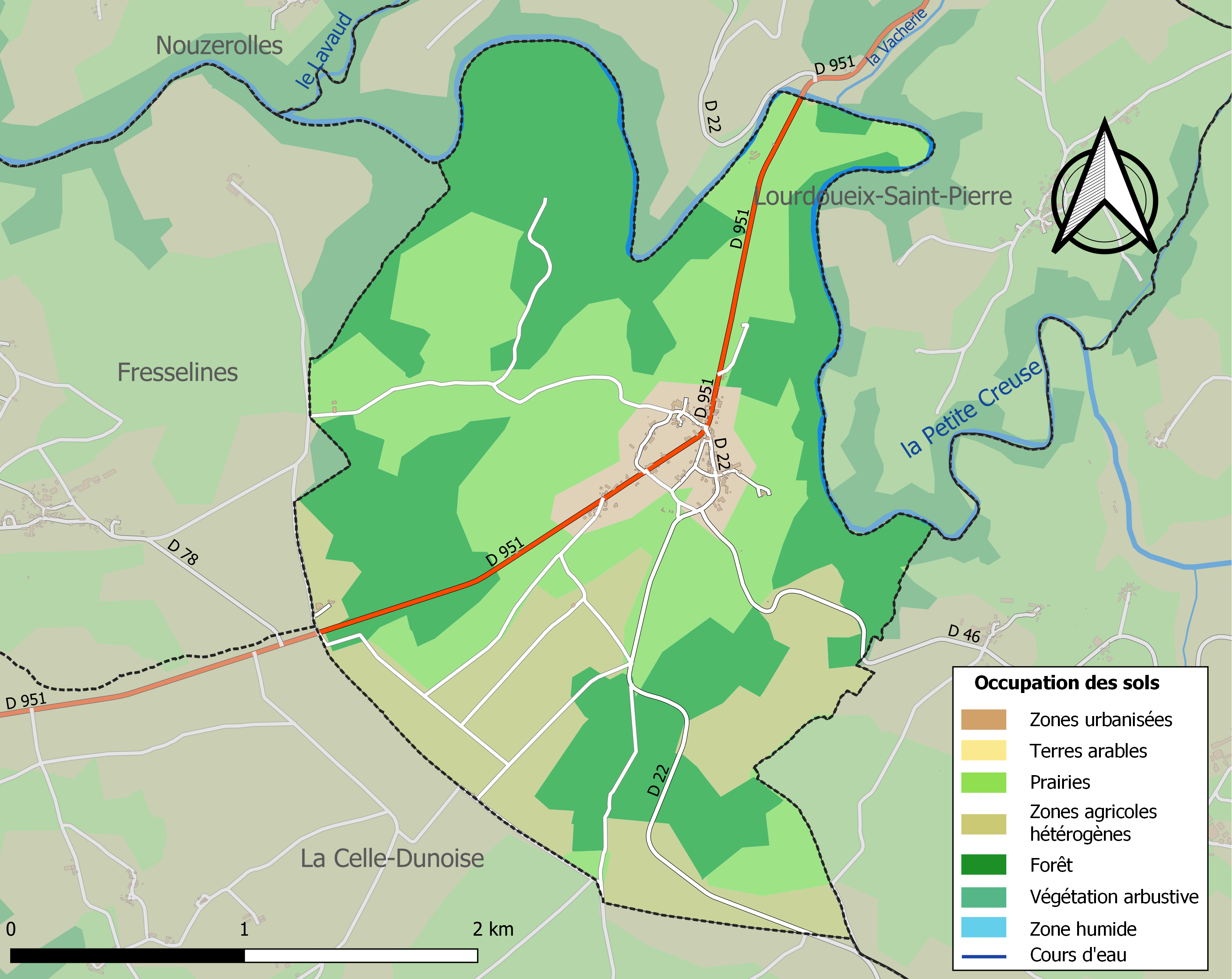
Carte des infrastructures et de l'occupation des sols de la commune en 2018 (CLC).

### Risques majeurs
Le territoire de la commune de Chambon-Sainte-Croix est vulnérable à différents aléas naturels : météorologiques (tempête, orage, neige, grand froid, canicule ou sécheresse), inondations et séisme (sismicité faible). Un site publié par le BRGM permet d'évaluer simplement et rapidement les risques d'un bien localisé soit par son adresse soit par le numéro de sa parcelle.
Certaines parties du territoire communal sont susceptibles d’être affectées par le risque d’inondation par débordement de cours d'eau, notamment la Petite Creuse. La commune a été reconnue en état de catastrophe naturelle au titre des dommages causés par les inondations et coulées de boue survenues en 1982 et 1999,.

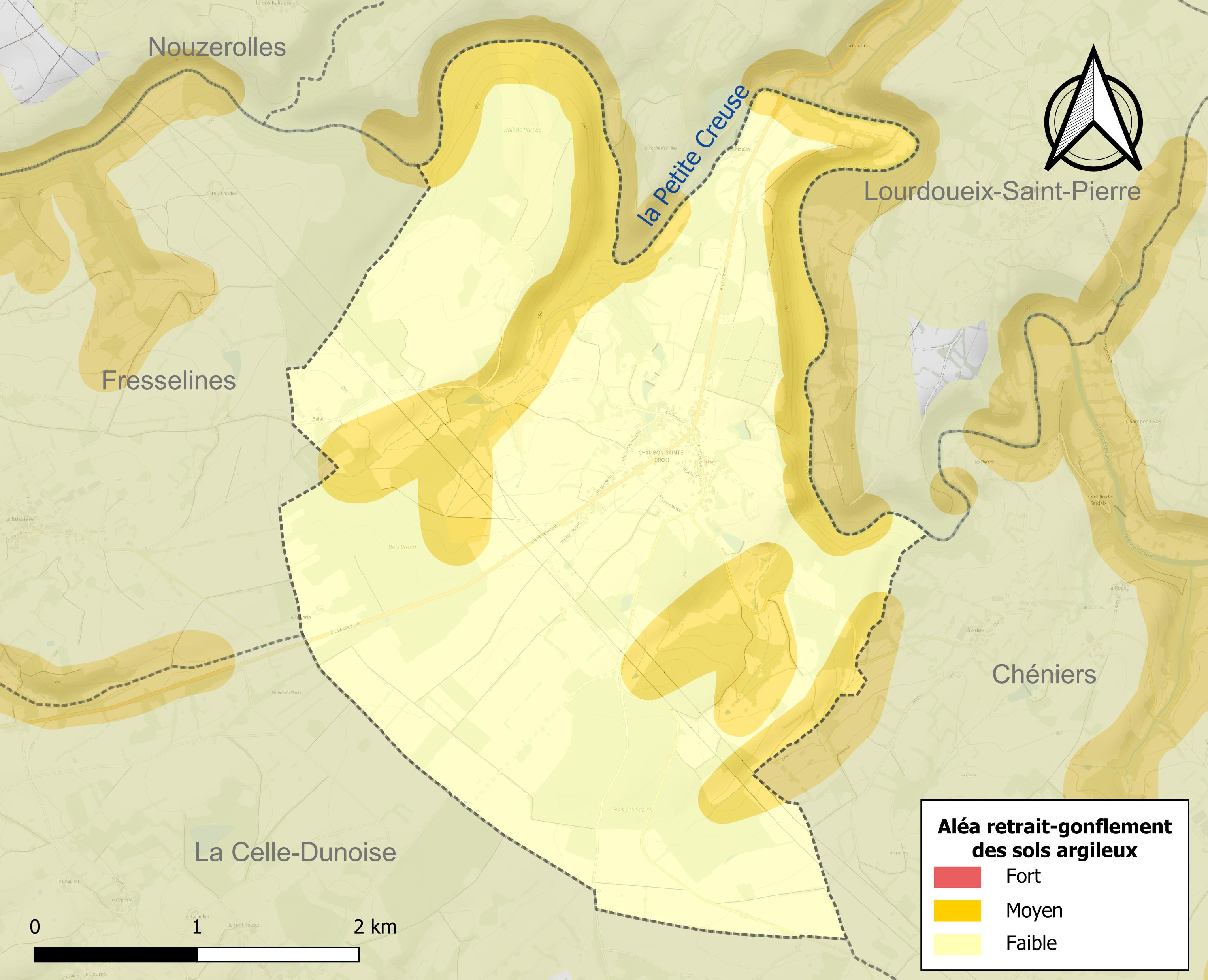
Carte des zones d'aléa retrait-gonflement des sols argileux de Chambon-Sainte-Croix.

Le retrait-gonflement des sols argileux est susceptible d'engendrer des dommages importants aux bâtiments en cas d’alternance de périodes de sécheresse et de pluie. 28 % de la superficie communale est en aléa moyen ou fort (33,6 % au niveau départemental et 48,5 % au niveau national). Sur les 81 bâtiments dénombrés sur la commune en 2019,  aucun n'est en aléa moyen ou fort, à comparer aux 25 % au niveau départemental et 54 % au niveau national. Une cartographie de l'exposition du territoire national au retrait gonflement des sols argileux est disponible sur le site du BRGM,.
Par ailleurs, afin de mieux appréhender le risque d’affaissement de terrain, l'inventaire national des cavités souterraines permet de localiser celles situées sur la commune.
Concernant les mouvements de terrains, la commune a été reconnue en état de catastrophe naturelle au titre des dommages causés par des mouvements de terrain en 1999.

#### Transports en commun
- Réseau TransCreuse

## Toponymie
Le nom de « Chambon » dérive du celte cambo qui désigne une courbe (dans ce cas précis : la courbe très accentuée que la Petite Creuse décrit à l'Est, au Nord et à l'Ouest de la commune, et qui marque ses limites avec Lourdoueix-Saint-Pierre). À l'époque gallo-romaine, une voie venant d'Aigurande (Aequoranda) se divisait en deux à hauteur du croisement actuel entre les D 951 et D22 ; l'une allait vers Dun-le-Palestel (Dunum), l'autre vers La Celle-Dunoise (Cella). S'il est probable qu'un hameau ou un village existait déjà à cette époque, aucun vestige archéologique n'a pourtant été mis au jour.
Le nom de Cambo, désignant le futur village de Chambon-Sainte-Croix, apparaît pour la première fois en 851 dans un acte de Charles II le Chauve.

## Histoire

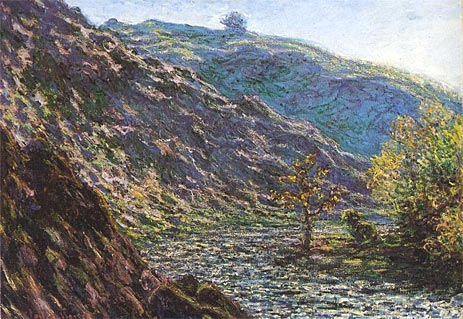
La Petite Creuse en aval de Chambon-Sainte-Croix, à Fresselines. Tableau de Claude Monet (1889).

Le prieuré de Chambon-Sainte-Croix, quant à lui, est mentionné en 1085 dans le Cartulaire de l'abbaye de Bénévent sous le nom de Cambonium. Il dépend alors du prieuré d'Aureil. Vers 1100, une charte mentionne que Guillaume de Malval fait don des terres de l'actuel hameau de Puy-Manteau (Podio-Mantel) à l'église de Chambon. Un acte de 1194, promulgué par Sebrand Chabot, évêque de Limoges, fait état de diverses donations effectuées en faveur du prieuré par divers seigneurs des environs, parmi lesquels Géraud de Dun (Geraldi de Duno) et son fils Ebbon.
À la même époque, avant la fin du XIIe siècle, l'église est devenue un prieuré-cure situé dans le ressort de l'archiprêtré d'Anzême. Un conflit éclate alors entre les moines de l'abbaye d'Aubepierre et le prieur de Chambon, qui se partagent les terres du hameau des Forges. Les gens du prieur finirent par agresser les moines et les frères convers : les premiers furent rossés, quelques-uns des seconds trouvèrent la mort dans l'affrontement... Un compromis interviendra dix ans plus tard, et les moines rachèteront au prieur les terres qu'il possédait dans le hameau.
En 1247, un acte cite le prieur sous le nom de Prior de Cambonio santæ Crucis. L'église est en effet placée sous le vocable de la Sainte-Croix, ce qui laisse supposer qu'elle bénéficia du don d'une de ces improbables reliques de la Vraie Croix comme il en exista tant... Au demeurant, l'église n'a jamais changé de vocable, et le vitrail du chevet, réalisé à Limoges en 1942, représente le miracle de l'Invention de la Vraie Croix par Hélène, mère de l'empereur Constantin.
Le rattachement du prieuré de Chambon à celui d'Aureil est confirmé en 1350. Le prieur est également le seigneur justicier du bourg.
En 1569, le village est ravagé par les troupes protestantes de Wolfgang, duc de Deux-Ponts, en route pour rejoindre l'armée de l'amiral de Coligny. L'église subit le même sort que l'abbaye d'Aubepierre. Elle est incendiée et ne pourra être partiellement reconstruite qu'au début du XVIIe siècle.
Au milieu du XVIIIe siècle, l'état de l'église s'est dégradé. Le prieur, Antoine Lemoyne (1749-1783?), consacrera beaucoup d'énergie pour la faire restaurer. C'est d'ailleurs un homme apprécié de sa hiérarchie, puisqu'il est nommé "visiteur", c'est-à-dire une sorte de superviseur et conseiller des curés relevant de son canton ecclésiastique. Visitant son diocèse entre 1762 et 1765, l'évêque Louis Charles du Plessis d'Argentré le note comme un « très bon prêtre, bon curé, bon caractère ».
Le dernier prieur, neveu du précédent, Jean-Baptiste Lemoyne, résigna ses fonctions en 1791 après avoir rendu des comptes précis sur sa gestion, à la satisfaction de la municipalité. Son successeur, Jean-Baptiste Dubrouillet, prêta serment à la Constitution civile du clergé, et prit possession de la cure en avril 1792. Les biens du prieuré, décrétés biens nationaux, furent vendus à une date relativement tardive, le 14 messidor an IV (3 juillet 1796). On ne laissa à l'église que la propriété d'une minuscule cour carrée de moins de 8 m² ; même une sorte de petite crypte, située sous la partie ouest de la nef, fut vendue en même temps que la modeste maison du prieuré.
L'histoire de la commune ne présente guère d'intérêt après la Révolution. Sous la Monarchie de Juillet, le réseau routier se développe : la route Angoulême-Nevers (151bis) est en cours d'aménagement à partir de 1837, et le tronçon Aigurande-Dun, qui traverse Chambon-Sainte-Croix, a bénéficié d'importants travaux pour une somme de près de 600.000 francs jusqu'en 1846. Ils seront achevés sous le Second Empire.
En 1848, la proclamation de la République dans la commune, le 6 mars, donne lieu à une cérémonie solennelle, dont le compte-rendu détaillé, dans un style savoureux, sera adressé au commissaire de la République (le préfet), qui avait donné des instructions à cet effet aux communes du département : « Dès neuf heures, le son de la cloche annonçait aux habitants les préparatifs d'une grande solennité et les invitait à une réunion à laquelle aucun d'eux n'a failli (...) La marche était ouverte par la garde nationale en armes ; venait ensuite le drapeau tricolore porté par un vénérable vieillard plus que nonagénaire, le brave Maillochon, soldat de la Première République. Immédiatement après, s'avançait le corps municipal tout entier. Le maire (...) a proclamé la République aux cris de : "Vive la liberté, vive l'égalité, vive la fraternité!" Ces mots ont trouvé un grand retentissement dans toute la population qui a manifesté les sympathies les plus vives pour le nouveau gouvernement (...) ».

## Politique et administration
De juin 2006 à mai 2010, quatre maires se sont succédé dans la commune, ce qui témoigne d'une vie municipale pour le moins agitée :
| Période    | Période      | Identité            | Étiquette | Qualité |
| ---------- | ------------ | ------------------- | --------- | ------- |
| avant 1988 | 1989         | Abel Peyron         | PS        |         |
| 1989       | juin 1995    | Ginette Pradeau     |           |         |
| juin 1995  | juin 2006    | Gilles Rossignol    |           |         |
| juin 2006  | mars 2008    | Jacky Delage        |           |         |
| mars 2008  | avril 2009   | Jean-Pierre Barjaud |           |         |
| juin 2009  | février 2010 | Jacky Delage        |           |         |
| mai 2010   | mai 2020     | Patrick Tixier      | SE        | Cadre   |
| mai 2020   | mai 2022     | Jacques Dailly      |           |         |
| juin 2022  | En cours     | Patrick Tixier      |           |         |

## Démographie

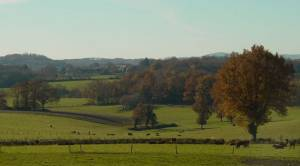
Paysage creusois qui pourrait se situer à Chambon-Sainte-Croix

Comme la plupart des communes de la Creuse, la population de Chambon-Sainte-Croix a connu depuis la fin du XIXe siècle une forte diminution, due au déficit des naissances consécutif à la saignée de la Première Guerre mondiale, au vieillissement de la population, et à l'exode des jeunes vers les villes. On observe toutefois depuis le début des années 2000 un léger regain. Dans le même temps, le nombre des résidents secondaires progresse, et la population de la commune au milieu de l'été peut atteindre 140 voire 150 personnes.

L'évolution du nombre d'habitants est connue à travers les recensements de la population effectués dans la commune depuis 1793. Pour les communes de moins de 10 000 habitants, une enquête de recensement portant sur toute la population est réalisée tous les cinq ans, les populations de référence des années intermédiaires étant quant à elles estimées par interpolation ou extrapolation. Pour la commune, le premier recensement exhaustif entrant dans le cadre du nouveau dispositif a été réalisé en 2005.

En 2022, la commune comptait 86 habitants, en évolution de +13,16 % par rapport à 2016 (Creuse : −3,32 %, France hors Mayotte : +2,11 %).
| 1793 | 1800 | 1806 | 1821 | 1831 | 1836 | 1841 | 1846 | 1851 |
| ---- | ---- | ---- | ---- | ---- | ---- | ---- | ---- | ---- |
| 207  | 244  | 232  | 286  | 302  | 304  | 305  | 316  | 315  |

| 1856 | 1861 | 1866 | 1872 | 1876 | 1881 | 1886 | 1891 | 1896 |
| ---- | ---- | ---- | ---- | ---- | ---- | ---- | ---- | ---- |
| 297  | 285  | 284  | 272  | 265  | 298  | 306  | 308  | 307  |

| 1901 | 1906 | 1911 | 1921 | 1926 | 1931 | 1936 | 1946 | 1954 |
| ---- | ---- | ---- | ---- | ---- | ---- | ---- | ---- | ---- |
| 296  | 278  | 263  | 212  | 203  | 230  | 224  | 205  | 186  |

| 1962 | 1968 | 1975 | 1982 | 1990 | 1999 | 2005 | 2006 | 2010 |
| ---- | ---- | ---- | ---- | ---- | ---- | ---- | ---- | ---- |
| 167  | 157  | 138  | 108  | 84   | 86   | 90   | 94   | 88   |

| 2015 | 2020 | 2022 | - | - | - | - | - | - |
| ---- | ---- | ---- | - | - | - | - | - | - |
| 78   | 82   | 86   | - | - | - | - | - | - |

## Lieux et monuments
- L'église[42], placée sous le vocable de l'Invention de la Sainte-Croix, trouve ses origines au XIe siècle, mais il ne subsiste de cette époque que l'autel, réemployé comme dalle dans l'allée centrale de la nef. Incendiée en 1569 par les troupes protestantes du duc de Deux-Ponts, elle a été reconstruite, mais amputée de la majeure partie de sa nef et de ses collatéraux, au début du XVIIe siècle, avec des travaux de restauration au milieu XVIIIe siècle. Le portail nord, en arc brisé, avec des boudins et colonnettes, fut probablement réalisé au XIIe siècle, comme les quelques modillons figurant sur la corniche. À l'intérieur, la nef est pavée avec de nombreuses pierres tombales gravées, qui étaient celles des anciens prieurs. Le vitrail du chevet, représentant l'Invention de la Sainte-Croix, réalisé par l'atelier François Chigot, de Limoges, a été réceptionné le 10 octobre 1942. Il remplace celui qui figurait la même scène, détruit lors de l'incompréhensible et aveugle mitraillage de la commune par des avions allemands en juin 1940[43],[44].
- Sur une petite esplanade à dix mètres du portail de l'église, une « pierre des morts » a été érigée. Suivant une ancienne tradition limousine, les cercueils des défunts étaient posés sur cette pierre afin de recevoir la bénédiction du prêtre, ce qui valait autorisation de procéder à la cérémonie funèbre dans l'église.
- L'ancien prieuré se trouve juste devant la façade nord de l'église. Il comporte une porte en granit (XVIIe siècle) surmontée par un écu qui portait les armoiries des prieurs. Inhabité depuis de longues années, passablement délabré, il est actuellement en cours de restauration par ses acquéreurs.
- La tuilerie. Depuis la D951, à la limite des communes de Chambon-Sainte-Croix et de Fresselines, on aperçoit une ancienne tuilerie avec une exceptionnelle charpente (1883), malheureusement en mauvais état (propriété privée).
- Dans un chemin rural, se trouve une ancienne borne romaine. À une époque incertaine, en tout cas bien avant la Révolution, on y a gravé l'indication de distance suivante : « CHANBO 100 TOIZ » (« Chambon, 100 toises »)[45].
- Les rues et voies de la commune sont les suivantes : rue de la Mairie (partie communale de la D22), route de la Marche et route du Berry (parties communales de la D951), allée Romaine, rue du Prieuré, route de Bel-Air, route de la Font-Bardet, chemin du Préguet, rue Claude Monet, rue des Fonts-Prés, route des Taniers, rond-point des Cros (avec une majestueuse croix en fer forgé érigée sur un socle en pierre, inaugurée en 1995), rue des Buis, chemin du Trémardeix.

## Personnalités liées à la commune
- Michel Monet (1878-1966), fils de Claude Monet, séjourna souvent, notamment durant la Seconde Guerre mondiale, à Chambon-Sainte-Croix où sa seconde épouse possédait une maison. Une rue de la commune porte depuis 1996 le nom de Claude Monet, pour honorer à la fois le grand peintre, qui séjourna trois semaines dans la commune limitrophe de Fresselines en 1889, et son fils Michel.